# Cassis (wijn)

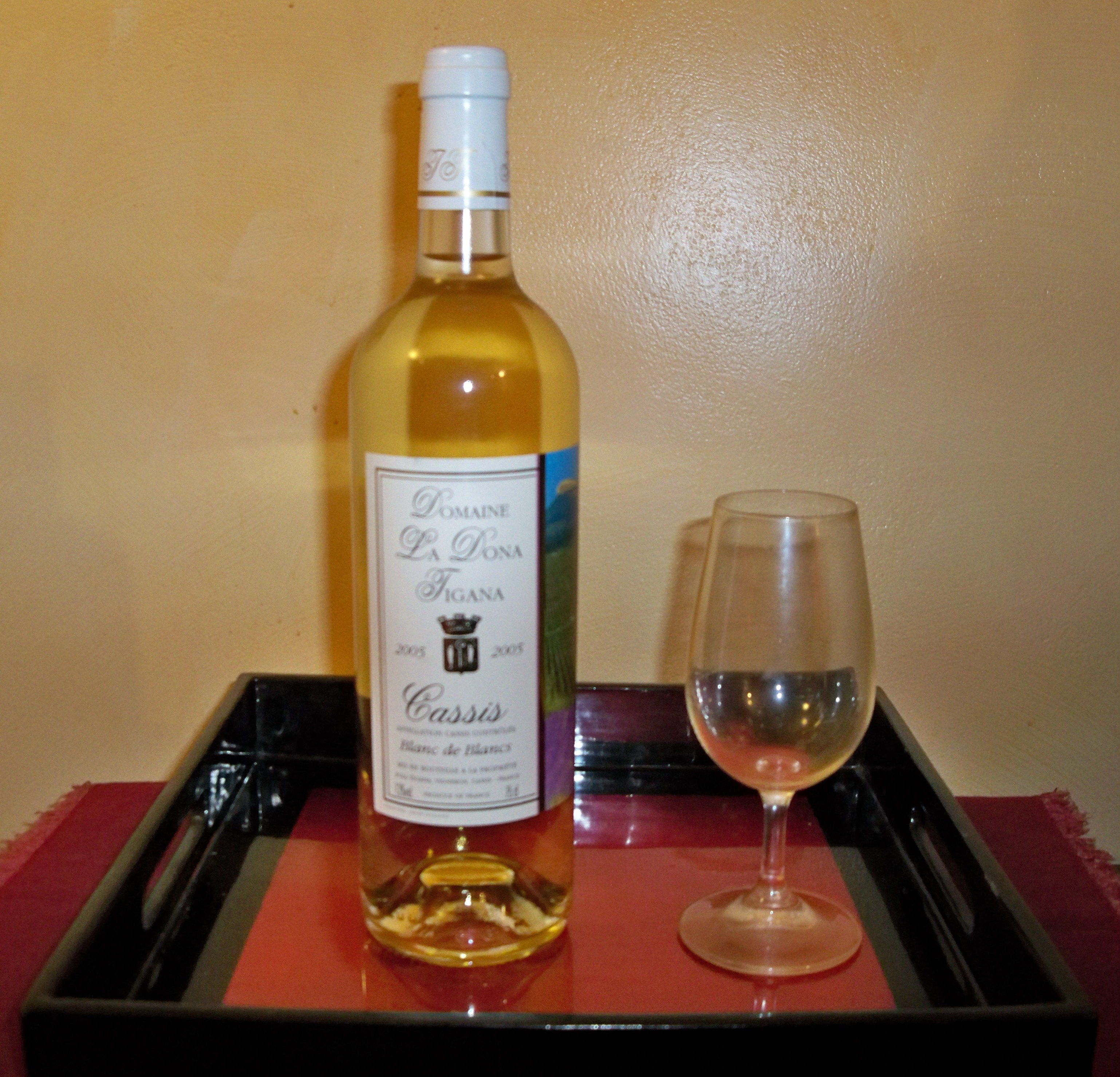
Witte Cassis

Cassis is een Franse wijn uit de wijnstreek Provence waar rode, rosé en witte wijnen worden gemaakt. Vooral de witte wijnen worden gewaardeerd vanwege hun lage zuurgraad en kruidige aroma’s die goed zouden combineren met zeevruchten en bouillabaisse.
Het wijnbouwgebied beslaat slechts twee vierkante kilometer nabij het gelijknamige kustplaatsje Cassis in de Provence. De geschiedenis van de wijn gaat terug tot de 6e eeuw v.Chr.. Cassis heeft sinds 1936 een eigen Appellation d'Origine Contrôlée. Er wordt jaarlijks zo'n 8.000 hectoliter wijn geproduceerd.
Voor de wijn worden de volgende druiven gebruikt:
- Voor de witte wijnen: Pascal blanc, Bourboulenc, Sauvignon Blanc, Trebbiano toscano, Clairette en Marsanne.
- Voor de rode en roséwijnen: Barbaroux, Cinsault, Mourvèdre, Carignan en Grenache Noir.